# Rismyrtjärnen (Brunflo socken, Jämtland)
Rismyrtjärnen är en sjö i Östersunds kommun i Jämtland och ingår i Ljungans huvudavrinningsområde.